# Шейн О'Браєн (веслувальник)
Шейн О'Браєн (англ. Shane O'Brien, 27 вересня 1960) — новозеландський академічний веслувальник.
Олімпійський чемпіон 1984 року в складі розпашної четвірки без стернового.
Срібний призер Ігор Співдружності 1986 року в складі розпашної четвірки без стернового, бронзовий призер 1986 року в складі вісімки.